# Mark Thatcher
Mark Thatcher (Londres, 15 de agosto de 1953) es hijo de Denis y Margaret Thatcher, la primera mujer en ocupar el cargo de primera ministra del Reino Unido Tiene una hermana melliza, Carol Thatcher. En 1987, se casó con Diane Burgdorf, hija de un millonario empresario de automóviles, de quien se separó en 2005. La familia se trasladó a Sudáfrica, posiblemente para evitar la mala publicidad por una acusación de chantaje de 4 millones de libras en 1994. Heredó el título de Baronet tras el fallecimiento de su padre en 2003. 
Se le negó la residencia en Suiza y se estableció en Gibraltar, donde en marzo de 2008 contrajo matrimonio con Sarah Jane Clemence, hija de Terry Clemence, un promotor inmobiliario, la cual ya había estado casada con Lord Francis Russell, el hijo menor de John Russell, el décimo tercero Duque de Bedford así mismo su hermana se casó con el vizconde de Rothemere.

## Carrera de rallies
En 1982, Mark Thatcher competía en el Rally París-Dakar, como copiloto de la piloto francesa Charlotte Verney. Ambos junto con su mecánico Jacky Garnier se perdieron en el desierto del Sahara durante seis días. El 9 de enero, el trío se separó del convoy para reparar algunos problemas y se les declaró perdidos el 12 de enero; el 15 de enero, después de una amplia búsqueda, un C-130 Hercules del ejército argelino vislumbró su vehículo, un Peugeot 504, a unos 50 km fuera de la ruta marcada. Thatcher, Verney y el mecánico estaban ilesos. Fue muy criticado por no haber dado las gracias a sus rescatadores. Financió una escudería llamada Mark Thatcher Racing, pero fue disuelta por problemas financieros.

## Vida de negocios
Sus negocios fueron objeto de mucha atención por parte de la prensa durante el periodo en el que su madre fue primera ministra.
Thatcher fue acusado por un disidente saudita, Mohammed Khilewi y por el Miembro del Parlamento británico Tam Dalyell de haber recibido una comisión millonaria por un contrato de unos 20 000 millones de libras esterlinas con Arabia Saudita, que su madre firmó en 1985 cuando era primera ministra.
Según el periódico The Guardian, "Sir Mark siempre negó recibir el pago o explotar las conexiones de su madre para sus negocios".
El 25 de agosto de 2004, Thatcher fue arrestado en Ciudad del Cabo, Sudáfrica, y acusado de haber infringido dos artículos de la Ley de Asistencia Militar Extranjera de Sudáfrica, conforme a la cual los residentes de Sudáfrica tienen prohibido tomar parte en cualquier actividad militar extranjera. Los cargos se vincularon a la posible financiación y asistencia logística al fallido golpe de Estado en la Guinea Ecuatorial, organizado por Simon Mann. Thatcher no pisó la prisión, pero fue condenado a pagar la cantidad de 3 millones de rands y debió cumplir arresto domiciliario.
El 24 de noviembre de 2004, la Cape Town High Court celebró una vista en la que Thatcher compareció bajo juramento a requerimiento del Ministerio de Justicia Sudafricano para contestar diversas preguntas de las autoridades de Guinea Ecuatorial en relación con el fallido golpe de Estado. El 25 de noviembre de 2004 se le interrogó respecto a la posible comisión de delitos tipificados en la Ley de Asistencia Militar Extranjera. Posteriormente, las actuaciones se pospusieron hasta el 8 de abril de 2005. Finalmente, y acogiéndose a un procedimiento de condena negociada (plea bargaining), Thatcher admitió que costeó los servicios de un helicóptero que, sin su conocimiento, formaba parte de la estrategia del grupo de mercenarios responsables de la supuesta intentona golpista. Ese aparato iba destinado a trasladar a la Guinea Ecuatorial a Severo Moto, el exiliado líder opositor, una vez depuesto el presidente de ese país, Teodoro Obiang Nguema. El 13 de enero, pagó tres millones de rands y fue sentenciado a cuatro años de cárcel con suspensión de entrada en prisión. Simon Mann, un exoficial de las fuerzas especiales británicas del SAS, exalumno del aristocrático colegio de Eton y millonario, pasó varios años encerrado en la Prisión Playa Negra, después de haber sido transferido desde Zimbabue, tras pasar allí cuatro años recluido junto a otros 62 mercenarios, cuando se dirigían a Guinea.
En un reportaje desde su prisión en Malabo, Simon Mann acusó al hijo de Margaret Thatcher de ser el jefe del golpe perpetrado contra el gobierno de Guinea Ecuatorial.
Tras su declaración de culpabilidad y su divorcio, se fue de Sudáfrica, en 2005, a Mónaco con un permiso de residencia temporal de un año; mientras que su esposa e hijos regresaron a los Estados Unidos. Thatcher no pudo obtener una visa estadounidense debido a su condena en Sudáfrica y sigue sin poder ingresar a Estados Unidos.
Su residencia en Mónaco no se renovó porque se decía que estaba en una lista de "indeseables" a los que no se les permitiría más residencia y se le pidió que se fuera a mediados de 2006. Se le negó la residencia en Suiza y se instaló en Gibraltar , donde se casó con su segunda esposa, Sarah-Jane Russell, en marzo de 2008. Russell es hija de Terence J. Clemence, un promotor inmobiliario, y hermana de Claudia, vizcondesa Rothermere .
Estaba en Barbados cuando recibió la noticia de la muerte de su madre. Regresó al Reino Unido para actuar como jefe de duelo en el funeral de su madre , que tuvo lugar en la Catedral de St Paul , Londres, el 17 de abril de 2013.
En abril de 2016, Thatcher fue nombrada en el escándalo de los Papeles de Panamá; tiene la propiedad de una casa en Barbados como beneficiario de un fideicomiso.